# Honey Grove
La ville américaine de Honey Grove est située dans le comté de Fannin, dans l’État du Texas. Elle comptait 1 668 habitants lors du recensement de 2010.

## Histoire
Honey Grove a été officiellement établie en 1873.

## Personnalité liée à la ville
- Sammy Price est né à Honey Grove en 1908.

## Source
- (en) Cet article est partiellement ou en totalité issu de l’article de Wikipédia en anglais intitulé « Honey Grove, Texas » (voir la liste des auteurs).

1. ↑  (en) « Population and Housing Unit Estimates » (consulté le 11 janvier 2020)
2. ↑  (en) « Census of Population and Housing », Census.gov (consulté le 4 juin 2015)